# 日沃季夫卡
49°13′37″N 29°31′54″E / 49.22694°N 29.53167°E
日沃季夫卡（烏克蘭語：Животівка），是烏克蘭的村落，位於該國西南部文尼察州，由文尼察區負責管轄，始建於1545年，面積27.51平方公里，海拔高度225米，2001年人口816，人口密度每平方公里296.6人。